# Леклерк, Мишель
Мишель Леклерк (1938/39 г.р.) — французский бизнесмен-миллиардер. Является основателем и владельцем 40 % компании Decathlon. Decathlon это более 1647 магазинов в 57 странах и регионах (январь 2020 г.), это крупнейший розничный продавец спортивных товаров в мире.

## Ранний период жизни
Леклерк родился во Франции. Его двоюродный брат Жерар Мюлье является основателем сети супермаркетов Auchan и владеет 40 % акций Decathlon.

## Карьера
Леклерк основал Decathlon — розничную торговлю спортивными товарами, в 1976.
По состоянию на декабрь 2017 года Forbes оценил его состояние в 5,1 миллиарда долларов США.

## Личная жизнь
Он женат, имеет четверых детей и живёт в Лилле, Франция.
Его жена, Мари-Клод Леклерк, психотерапевт и представляет семью в совете фонда Decathlon Foundation, созданного в 2005 году.

## Рекомендации
1. ↑  Michel Leclercq // GeneaStar
2. ↑  Decathlon in the world. Decathlon Group. Архивировано 25 августа 2018. Дата обращения: 25 августа 2018.
3. ↑  Decathlon, known as 'the Aldi of activewear', will open first Aussie store in Sydney tomorrow. news.com.au. 4 декабря 2017. Архивировано 3 декабря 2021. Дата обращения: 5 февраля 2023.
4. 1 2 3 4 5  «Michel Leclercq» Архивная копия от 5 февраля 2023 на Wayback Machine. Forbes Retrieved 16 December 2017
5. ↑  Board of Directors. fondationdecathlon. Дата обращения: 8 ноября 2015. Архивировано из оригинала 28 октября 2015 года.